# 冷泉元豊
冷泉 元豊（れいぜい もととよ）は、戦国時代の武将。大内氏、毛利氏の家臣。

## 出自
冷泉氏は大内氏の支流。祖父・冷泉興豊が母方の冷泉家の家号を称して冷泉氏を名乗った。

## 生涯
天文7年（1538年）、大内氏家臣である冷泉隆豊の子として誕生。
天文20年（1551年）9月1日、父・隆豊が大寧寺の変において大内義隆に最期まで付き従って戦死した。元豊はまだ年少であったため、弟の四郎（のちの元満）と共に叔父（隆豊の実弟）である吉安豊英に連れられて安芸国の国人であった平賀氏の前当主・平賀弘保の許へと逃亡した。その後、弘治元年（1555年）から始まる毛利元就の防長経略の際に毛利氏に仕え始め、元服の際には元就より「元」の偏諱を受けて元豊と名乗った。
防長経略の後、毛利氏は北九州へと進出して豊前国北部を占領。元豊は関門海峡を臨む門司城の城代を任されたが、永禄5年（1562年）10月13日に桂元親、赤川元吉と共に豊前国大里・柳浦の戦いにおいて立花道雪率いる大友氏と交戦し戦死した（門司城の戦い）。享年25。元豊には男子がいなかったため、家督は弟の元満が継ぎ、毛利氏が門司城を奪回した後に門司城代となった。